# Pogoro (peuple)
Pour les articles homonymes, voir Pogoro.

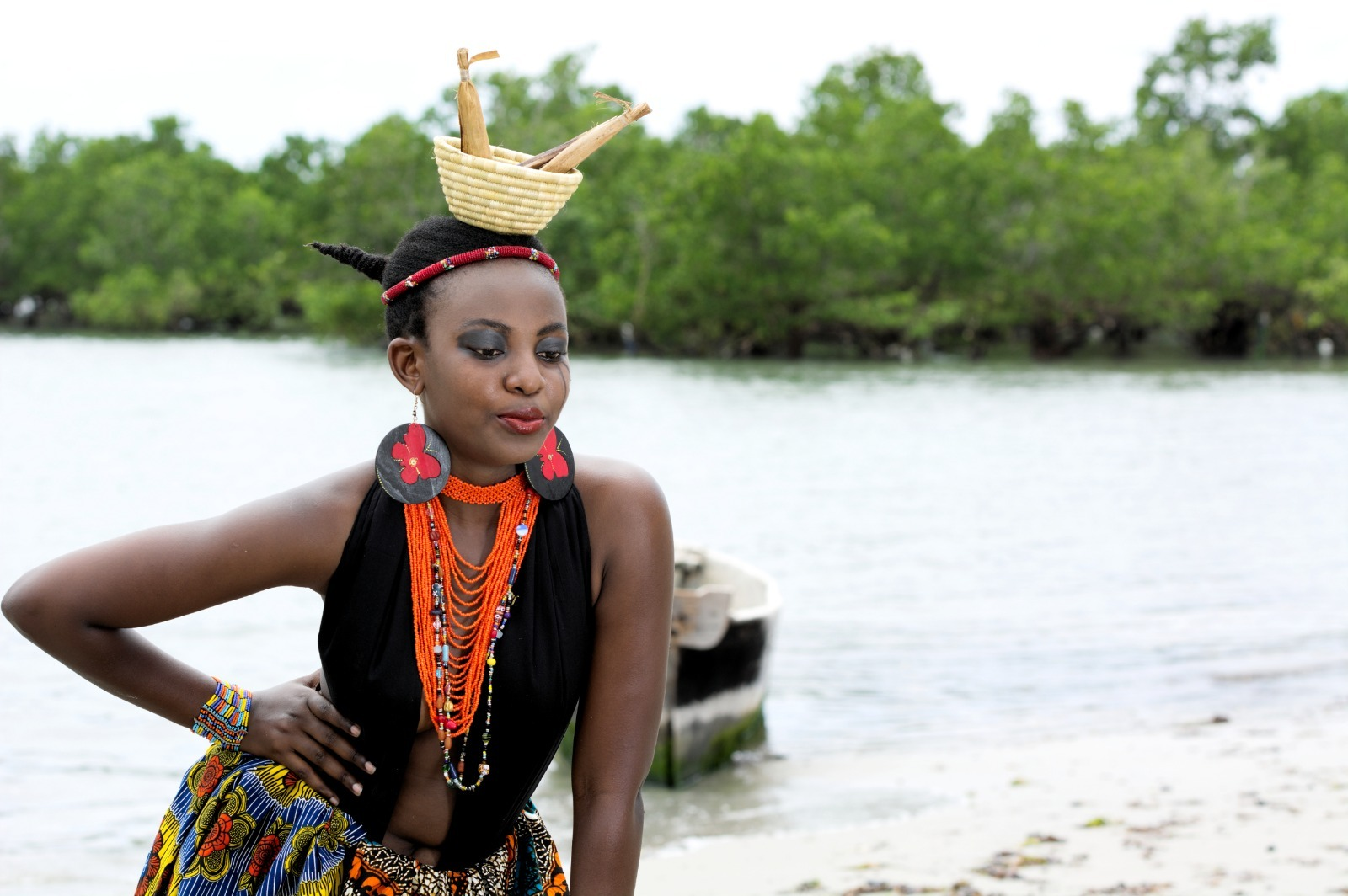
Jeune femme pogoro posant au bord de l'eau

Les Pogoro sont une population de langue bantoue d'Afrique de l'Est vivant en Tanzanie. 

## Ethnonymie
Selon les sources on observe plusieurs variantes : Chipolgolo, Pogolo, Pogolu, Pogoros, Wapogoro.

## Langue
Leur langue est le pogoro (ou pogolo), une langue bantoue, dont le nombre de locuteurs était estimé à 185 000 en 1987.

### Filmographie
- (de) Unsere Neger, film documentaire d'Aquilin Engelberger, Anthropos-Institut, Posieux, 1954 (accompagné du livret P. Aquilin Engelbergers Wapogoro-Tagebuch)